# Аббасі

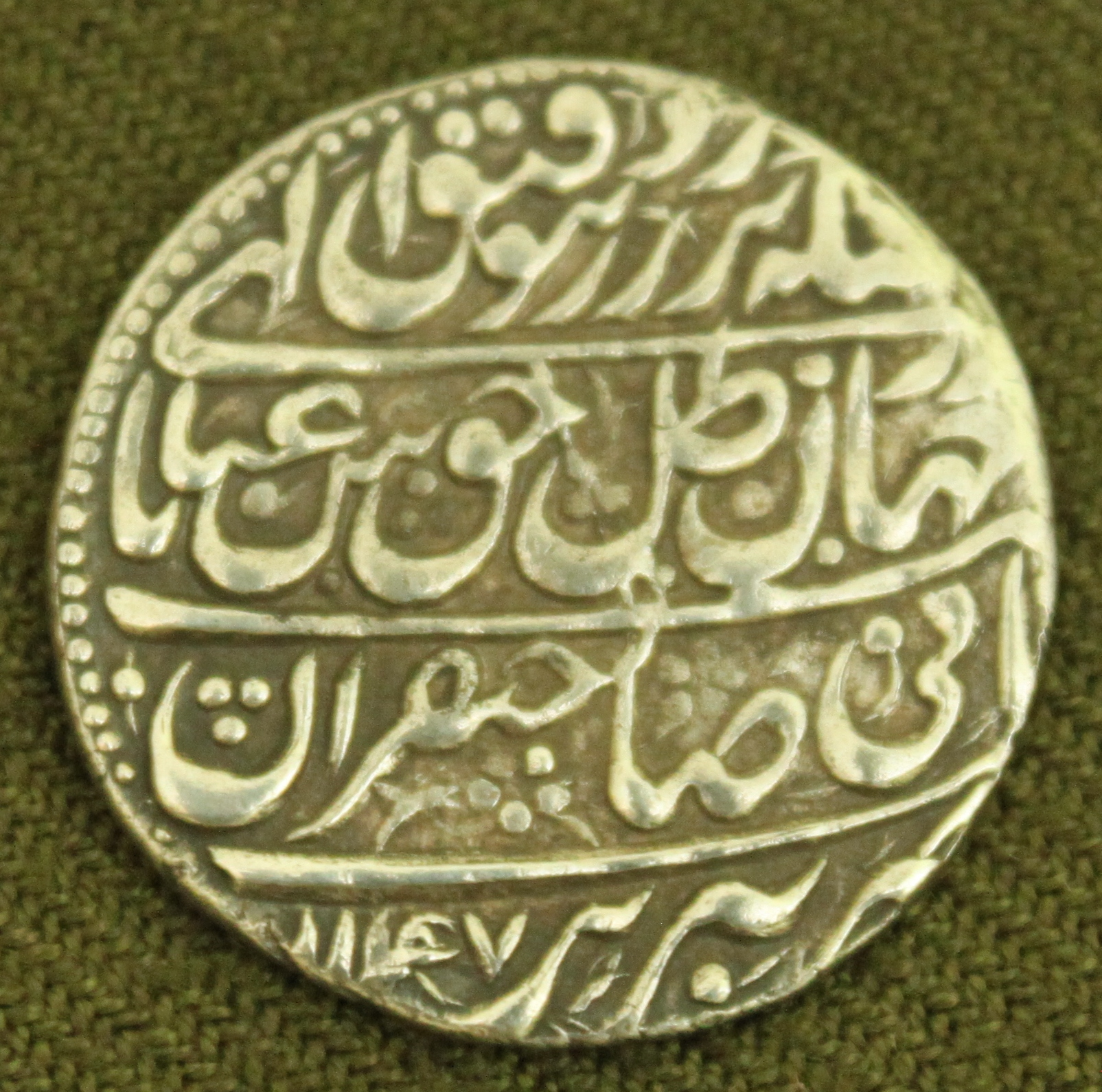
Срібник Аббаса ІІІ (1734)

Абба́сі (перс. عباسی, ʿabbāsī) — у XVII—XVIII століттях перська срібна монета. Карбувалася з 1620 року за шаха Аббаса І з династії Сефевідів. Назва походить від імені шаха. Мала вагу 7,7 г. У середині XVIII століття була рахівно-грошовою монетою. 1 аббасі дорівнював 4 шахі. Ходила на теренах держави Сефевідів, що охоплювали Іран, Ірак, Сирію, Афганістан, Пакистан, Туркменістан та кавказькі країни (Грузію, Вірменію, Азербайджан). Також вживалися у міжнародній торгівлі в акваторії Індійського океану, на теренах Португальської Індії та в Східній Африці; у португальських джерелах перські срібняки називаються аба́сами (порт. abacis). В Грузії були відомі як абази або аба́зі.

## Галерея

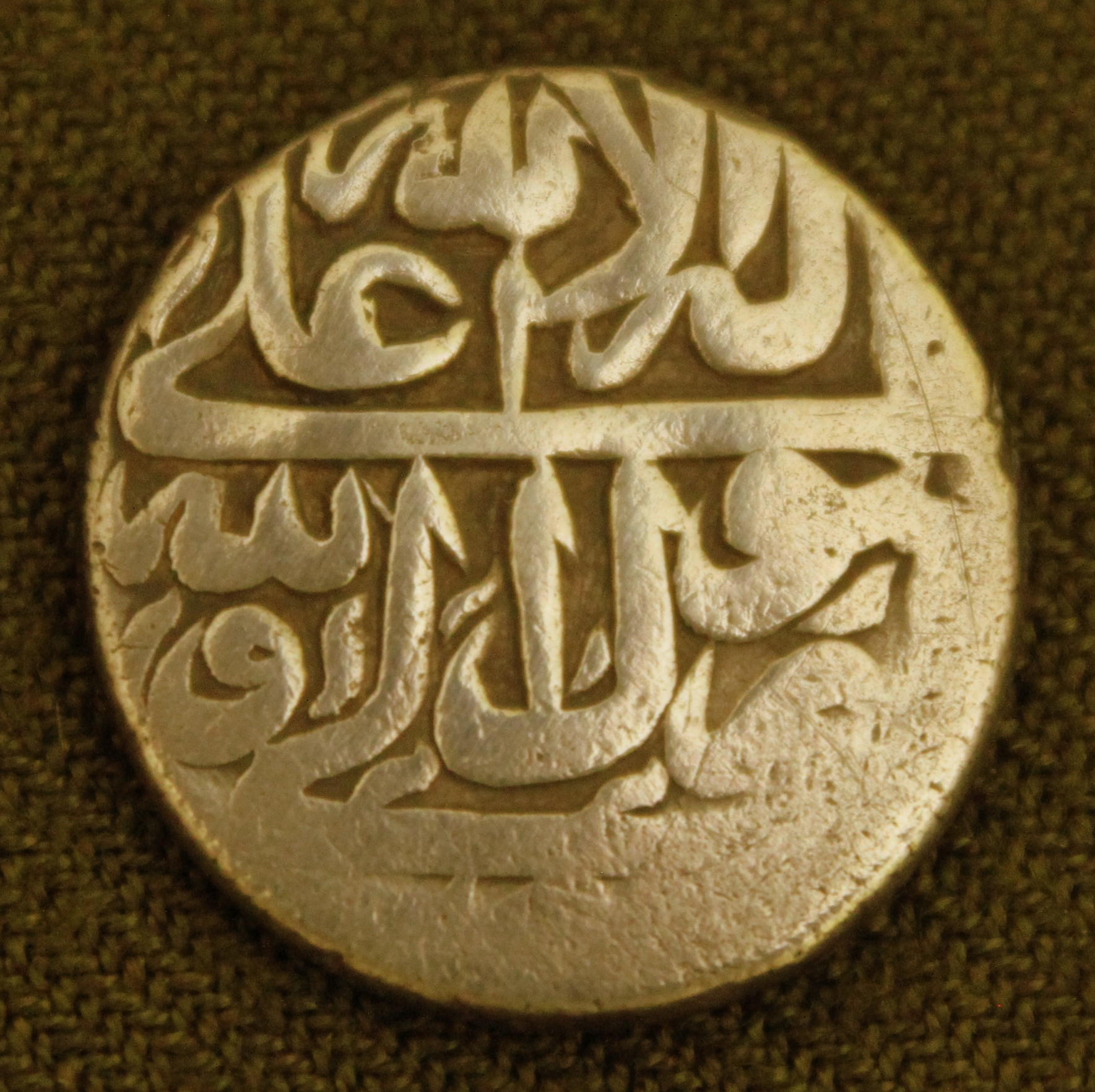
Аббас ІІ
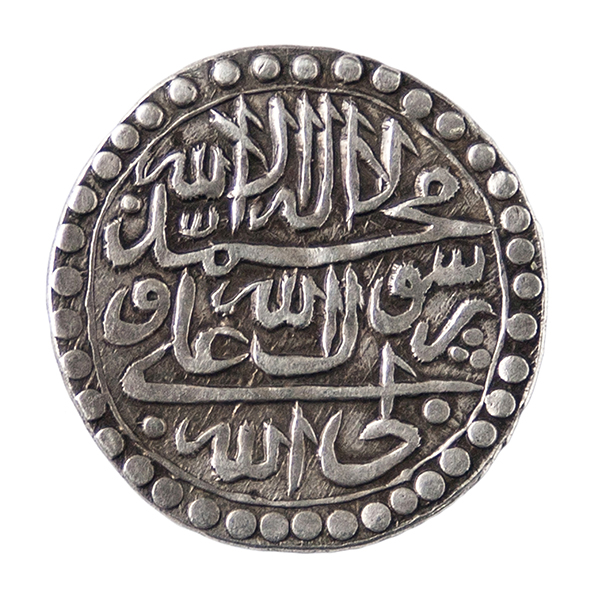
Хусейн І
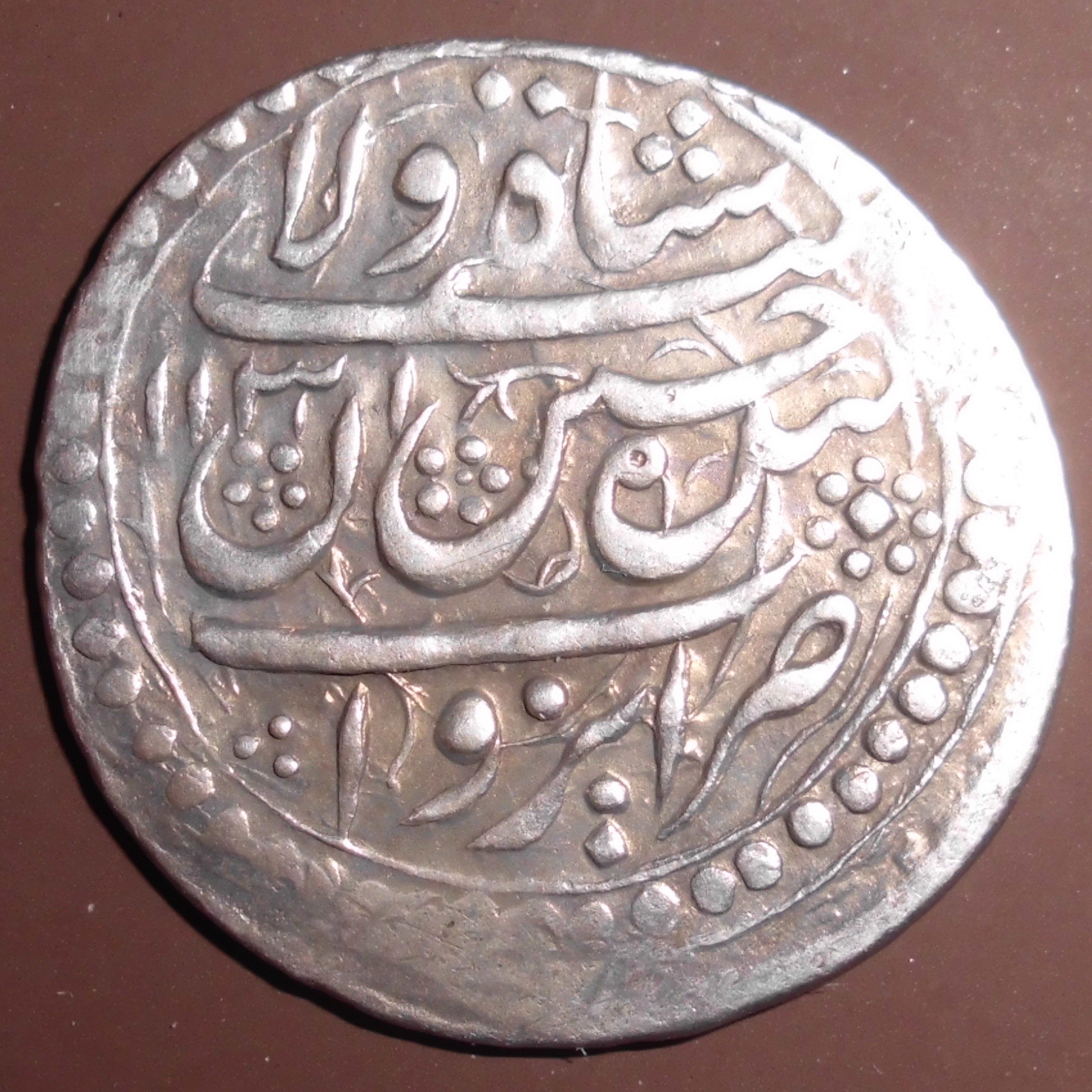
Хусейн І
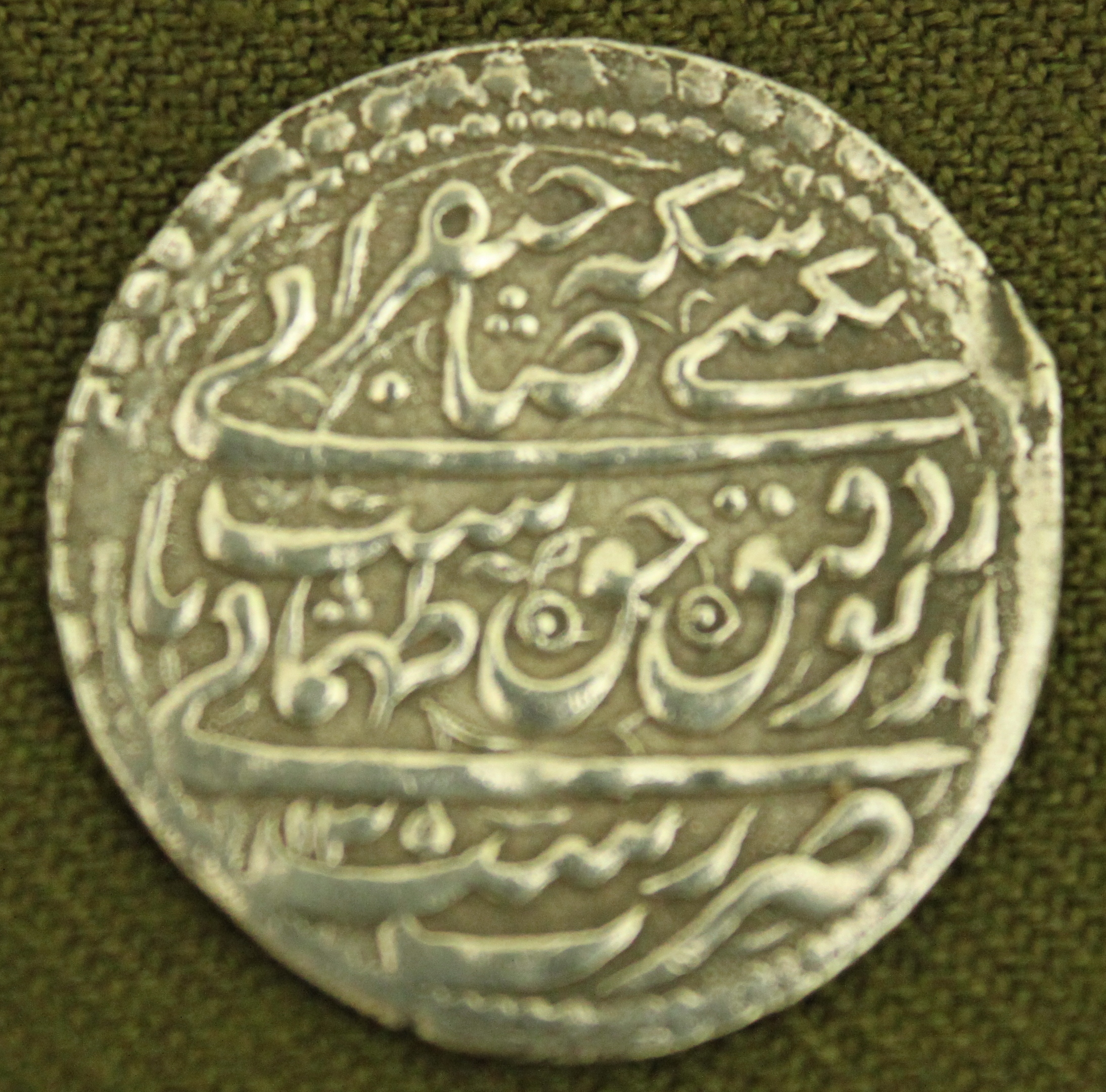
Тахмасіб ІІ